# Půlnoční láska
Půlnoční láska (anglický originál Midnight Sun) je americký romantický dramatický film z roku 2018. Režie se ujal Scott Speer a scénáře Eric Kirsten, který se inspiroval stejnojmenným japonským románem, vydaným v roce 2006. Hlavní role hrají Bella Thorne, Patrick Schwarzenegger a Rob Riggle. Film měl premiéru ve Spojených státech dne 28. března 2018. V České republice se promítá od 10. května 2018.

## Obsazení
- Bella Thorne jako Katherine "Katie" Price (český dabing: Klára Jandová)
- Patrick Schwarzenegger jako Charlie Reed (český dabing: Martin Písařík)
- Rob Riggle jako Jack Price (český dabing: Igor Bareš)
- Quinn Shephard jako Morgan (český dabing: Týna Průchová)
- Suleka Mathew jako Dr. Paula Fleming (český dabing: Simona Vrbická)
- Nicholas Coombe jako Garver (český dabing: Jan Cina)
- Ken Tremblett jako Mark Reed (český dabing: Zdeněk Podhůrský)
- Jennifer Griffin jako Barb Reed (český dabing: Milena Steinmasslová)
- Tiera Skovbye jako Zoe Carmichael (český dabing: Anna Suchánková)
- Austin Obiajunwa jako Owen (český dabing: Oldřich Hajlich)
- Alex Pangburn jako Wes (český dabing: Michal Holán)
- Paul McGillion jako Blake Jones

## Produkce
Dne 22. června 2015 bylo oznámeno, že Scott Speer bude režírovat romantický dramatický film Půlnoční láska, podle scénáře Erica Kirstena. V hlavních rolích byli oznámeni Patrick Schwarzenegger a Bella Thorne. Film financovala společnost Boiles / Schiller Film Group a produkovali John Rickard a Zack Schiller.

### Natáčení
Natáčení bylo zahájeno dne 12. října 2015 ve Vancouveru v Britské Kolumbii.

## Přijetí

### Tržby
Film vydělal 9,6 milionů dolarů ve Spojených státech amerických a v Kanadě a 17,8 milionů v ostatních teritoriích. Celkově tak vydělal 27,8 milionů dolarů, oproti jeho rozpočtu, který činil 2,8 milionů dolarů.
Projektován byl výdělek za první víkend 5 milionů dolarů z 2 173 kin. Nakonec vydělal něco málo přes 4 miliony dolarů a stal se tak desátým nejnavštěvovanějším filmem víkendu.

### Recenze
Na recenzní stránce Rotten Tomatoes získal z 54 započtených recenzí 20 procent s průměrným ratingem 4,2 bodů z deseti. Na serveru Metacritic snímek získal ze 14 recenzí 38 bodů ze sta. Diváci, kteří hodnotili film na serveru CinemaScore mu dali známku za 1-, na škále 1+ až 5. Na Česko-Slovenské filmové databázi si snímek k 11. září 2018 drží 72 procent.